# Ettore da Panigo
Ettore da Panigo (Bologne, v. 1295 - mai 1345) était un condottiere italien du XIVe siècle.

## Biographie
Ettore da Panigo, originaire de Bologne est aussi connu sous les noms Ettore di Panico, Toto di Panaco, Goro di Panigo et Ettore da Bologna.
En novembre 1325, il prend part à la bataille de Zappolino.
Il a été plusieurs fois recteur de Modène.  Converti gibelin il a été nommé vicaire imperial de la ville pour le compte de Louis IV du Saint-Empire en 1329. 
Il participe à un complot contre le cardinal et légat pontifical Bertrand du Pouget. Le but du complot était de provoquer le soulèvement de la ville de Bologne afin qu'elle rejoigne le giron gibelin. Son rôle était de soutenir les insurgés à l'aide de troupes étrangères à la ville. Le complot découvert, les troupes détruites, Panigo est excommunié et banni de Bologne.
En décembre 1329 il est nommé vicaire impérial de Milan.
En 1330 son bannissement de Bologne est révoqué, mais il préfère ne pas rentrer en ville.
En février 1340 il est adoubé chevalier pendant un festoiement à Mantoue lors des noces de Ugolino Gonzaga (en) avec la sœur de Mastino della Scala. 
En 1342 il forme la Grande Compagnia, une compagnia di ventura, avec les condottieres Guarnieri di Urslingen e Mazarello da Cusano: la compagnie est renommée par le nombre de soldats et est financée par les seigneurs  de Forlì, Milan, Mantoue, Padoue et Parme. 
Parmi les seigneurs qu'il a servi en tant que condottière figurent :
- Le seigneur de Lucques Castruccio Castracani;
- Le seigneur de Vérone Mastino della Scala au cours des années 1430 et 1440 ;
- Louis III de Mantoue, qui le nomme en 1335 podestat de Reggio Emilia;
- Azzon Visconti, pour lequel il participe à la Bataille de Parabiago contre Lodrisio Visconti en 1339;
- Les  Malatesta de Rimini.

Il meurt au cours du mois de mai 1345 pendant qu'il participe sur le col de San Lorenzo a une rencontre avec des délégués pisans, guidés par Niccolò da Gragnano: En présence de l'archevêque de Milan Jean Visconti, seigneur de la ville. Au cours d'une discussion concernant la restitution aux pisans de certains châteaux conquis par les milanais, il est blessé par un soldat de Niccolo Gragnano qui l'achève.

## Sources
- Voir lien externe